# مارمارای
مارمارای تونلی زیر زمینی در تنگه بسفر، استانبول ترکیه است، که اروپا و آسیا را به هم متصل می‌کند. فاز اول این پروژه در نودمین سالگرد تأسیس جمهوری ترکیه در در ۲۹ اکتبر ۲۰۱۳ افتتاح شد.

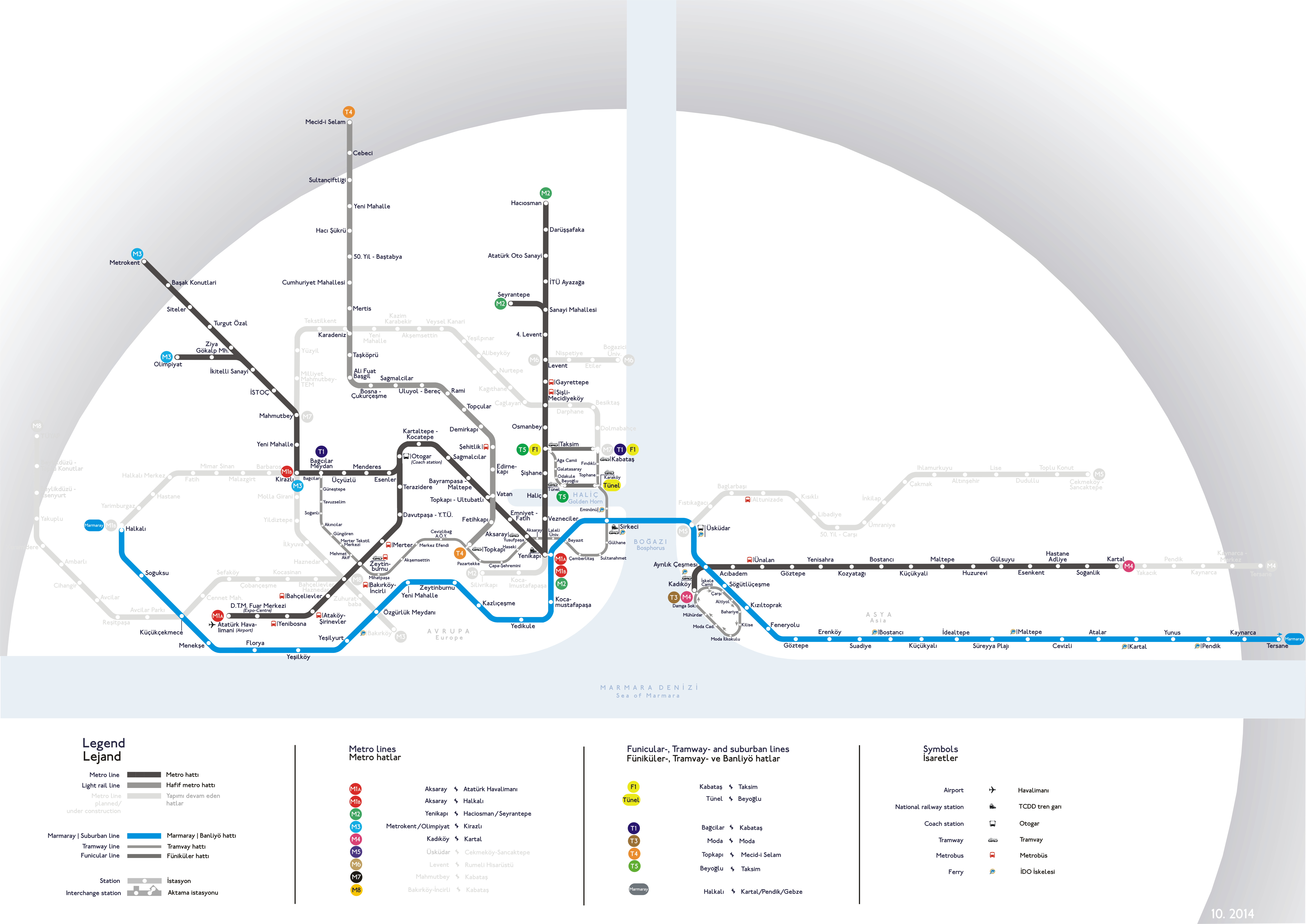

مارمارای یک خط راه‌آهن حومه‌ای به طول ۷۶٫۶-کیلومتر-long (۴۷٫۶-مایل) در استانبول، ترکیه است. این خط از هالکالی در ساحل اروپایی آغاز می‌شود و تا گبزه در ساحل آسیایی، در امتداد ساحل شمالی دریای مرمره ادامه می‌یابد. این خط عمدتاً از مسیر دو خط حومه‌ای پیشین بهره می‌برد که از طریق تونل مارمارای در زیر تنگه بسفر به یکدیگر پیوسته‌اند و نخستین اتصال ریلی با خط معیار (عرض استاندارد) بین اروپا و آسیا را ایجاد کرده‌اند (تمامی اتصالات پیشین از طریق روسیه و با استفاده از عرض ریل ناسازگار پهن روسی صورت می‌گرفت). دو بخش موجود این خط بازسازی شده و از دو خط به خط سه‌گانه گسترش یافتند تا ظرفیت بیشتر برای قطارهای مسافری بین‌شهری و باری فراهم شود. واژهٔ «مارمارای» از ترکیب دو واژهٔ «مرمره» و «رای» (به معنی «ریل» در ترکی استانبولی) ساخته شده است.

## تاریخچه
ساخت این پروژه در سال ۲۰۰۴ آغاز شد و قرار بود تا آوریل ۲۰۰۹ به پایان برسد. اما این پروژه با تأخیرهای مکرر، از جمله به دلیل کشف آثار تاریخی و باستان‌شناسی در طول مسیر هنگام ساخت ایستگاه‌های جدید، روبه‌رو شد و سرانجام فاز نخست آن در ۲۹ اکتبر ۲۰۱۳ با حضور اردوغان افتتاح شد. فاز دوم قرار بود در سال ۲۰۱۵ آغاز شود، اما در سال ۲۰۱۴ متوقف شد. این پروژه در فوریه ۲۰۱۷ از سر گرفته شد و در نهایت در ۱۲ مارس ۲۰۱۹ به‌طور کامل به بهره‌برداری رسید. قطارهای این خط دارای ناوگان کاملاً جدیدی هستند که واگن‌های آن‌ها به‌صورت یکپارچه به‌هم‌پیوسته‌اند و مسافران می‌توانند آزادانه از ابتدا تا انتهای قطار حرکت کنند.
این خط می‌تواند در هر جهت، ۷۵٬۰۰۰ مسافر در ساعت جابه‌جا کند. سفر از هالکالی تا گبزه معمولاً ۱۰۴ دقیقه به‌طول می‌انجامد.
مارمارای با دیگر بخش‌های شبکه حمل‌ونقل عمومی استانبول، از جمله مترو و متروبوس از طریق ایستگاه‌های تبادلی مختلف، ادغام شده است. همچنین با شبکه قطارهای سریع‌السیر (YHT) به آنکارا، اسکی‌شهر و قونیه و نیز با قطارهای بین‌المللی به مقصد صوفیه در بلغارستان که از ایستگاه هالکالی حرکت می‌کنند، پیوند دارد.

## طرح
این طرح شامل ساخت یک تونل به طول ۱۳٫۶-کیلومتر (۸٫۵-مایل) در زیر تنگه بسفر و نوسازی ۶۳ کیلومتر (۳۹٫۱ مایل) از خطوط راه‌آهن حومه‌ای موجود بود تا یک خط پرظرفیت مسافربری به طول ۷۶٫۶-کیلومتر (۴۷٫۶-مایل) بین هالکالی و گبزه ایجاد شود. این طرح همچنین شامل تأمین ۴۴۰ واگن برقی چندواحدی بود.

### فاز نخست
قرارداد اجرای طرح در ژوئیهٔ ۲۰۰۴ به یک کنسرسیوم ژاپنی-ترکی به رهبری شرکت تایسی اعطا شد. این کنسرسیوم شامل شرکت‌های گاما اندوستری تأسیسات و ساخت و نصب و نورول ساخت‌وساز نیز بود.

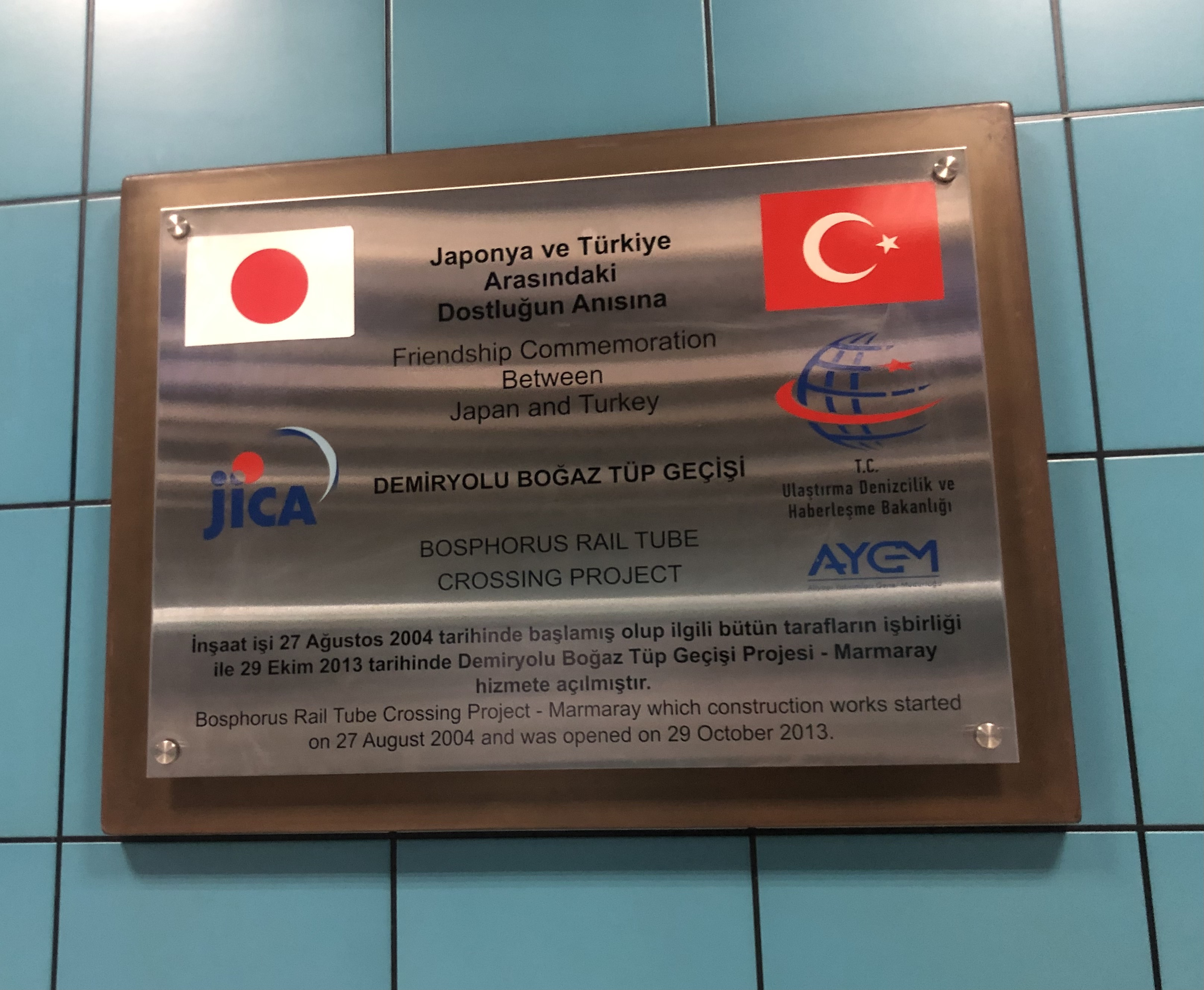
لوحه یادبود در ایستگاه راه‌آهن اسکودار به‌مناسبت همکاری ژاپن و ترکیه

تنگهٔ بسفر با یک لولهٔ غوطه‌ور مقاوم‌سازی‌شده در برابر زلزله به طول ۱٫۴ کیلومتر قطع شده‌است. این لوله از ۱۱ قطعه تشکیل شده‌است: هشت قطعهٔ آن ۱۳۵ متر، دو قطعه ۹۸٫۵ متر و یک قطعه ۱۱۰ متر طول دارد. هر قطعه تا ۱۸٬۰۰۰ تن وزن دارد. این لوله در عمق ۶۰ متری زیر سطح دریا، در زیر ۵۵ متر آب و ۴٫۶ متر خاک قرار گرفته‌است. این تونل از طریق مسیرهایی که از قزل‌چشمه در بخش اروپایی و آیرلیک‌چشمه‌سی در بخش آسیایی استانبول حفر شده‌اند، قابل دسترسی است و به‌عنوان عمیق‌ترین لولهٔ غوطه‌ور زیر دریا در جهان شناخته می‌شود. بتن مقاوم در برابر آتش که در نروژ توسعه یافته‌بود، نقش حیاتی در ایمنی این پروژه داشت.
ساخت این پروژه در مهٔ ۲۰۰۴ آغاز شد و تونل مارمارای در ۲۳ سپتامبر ۲۰۰۸ تکمیل گردید. مراسم رسمی پایان ساخت در ۱۳ اکتبر برگزار شد.

مسیر پروژهٔ ریلی مارمارای (خط چین) از زیر تنگهٔ بسفر

### فاز دوم
فاز دوم پروژه شامل نوسازی راه‌آهن حومه‌ای قدیمی بین ایستگاه هالکالی و ایستگاه قزل‌چشمه در سمت اروپایی و بین ایستگاه آیرلیک‌چشمه‌سی و ایستگاه گبزه در سمت آسیایی بود. قرار بود این عملیات همزمان با فاز اول (تونل و بخش‌های زیرزمینی) تکمیل شود، اما تا مارس ۲۰۱۹ به تأخیر افتاد.
یک خط سوم نیز اضافه شد تا واگن‌های برقی چندواحدی (EMU) و دیگر واگن‌ها بتوانند به‌طور مستقل حرکت کنند. سی‌وشش ایستگاه در مسیر زمینی پروژه بازسازی یا کاملاً نوسازی شدند. سامانهٔ علائم نیز نوسازی شد تا امکان حرکت قطارها با فاصلهٔ دو دقیقه فراهم شود (اگرچه در عمل تعداد قطارها کمتر از این است).
بخش نوسازی خط حومه‌ای که در ابتدا با عنوان CR1 شناخته می‌شد، ابتدا به کنسرسیوم AMD Rail متشکل از ماروبنی ژاپن، دوغوش انشآت ترکیه و آلستوم فرانسه سپرده شد. با شکست این کنسرسیوم در تکمیل پروژه، در اوایل ۲۰۱۱ قرارداد جدیدی با عنوان CR3 به مناقصه گذاشته شد و کنسرسیوم OHL و Invensys Rail برندهٔ آن با مبلغ ۹۳۲٫۸ میلیون یورو شد.

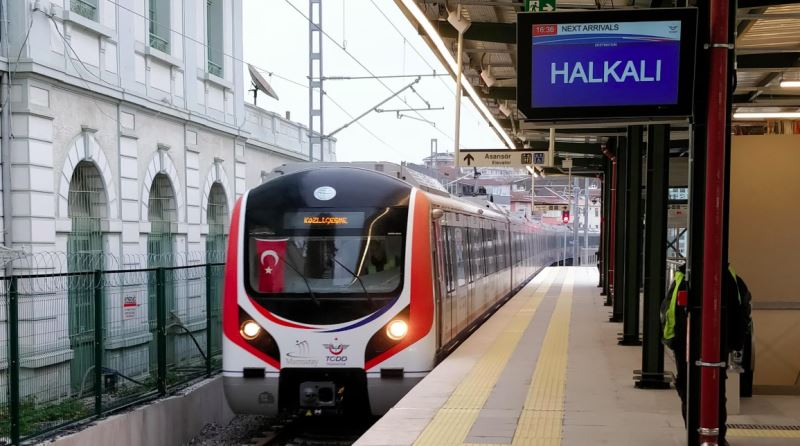
قطار مارمارای در ایستگاه بستانجی در نخستین روز بهره‌برداری از خط گبزه–هالکالی

### باربری
در فوریهٔ ۲۰۱۰، Railway Gazette International گزارش داد که مسئولان تونل مشاورانی را برای بررسی امکان‌سنجی انتقال بار از طریق تونل به کار گماشته‌اند. نخست‌وزیر ترکیه و دیگر مقام‌ها پیشنهاد کرده‌اند که مارمارای می‌تواند یک «جاده ابریشم آهنین» نوین ایجاد کند و امکان انتقال بار از اروپا به چین را فراهم آورد. قطارهای باری که حامل کالای خطرناک نباشند، می‌توانند در ساعات غیرکاری قطارهای مسافربری (بین ساعت ۱ بامداد تا ۵ بامداد) از تونل استفاده کنند. در سایر ساعات، فقط قطارهای مسافربری مجاز به عبور از تونل هستند.

### تأمین مالی
آژانس همکاری بین‌المللی ژاپن (JICA) و بانک سرمایه‌گذاری اروپا (EBI) عمدهٔ تأمین مالی این پروژه را بر عهده داشتند. تا آوریل ۲۰۰۶، JICA مبلغ ۱۱۱ میلیارد ین و EBI مبلغ ۱٫۰۵ میلیارد یورو برای این پروژه وام دادند. هزینهٔ اولیهٔ پروژه حدود ۴٫۵ میلیارد دلار برآورد شده‌بود، اما در نهایت هزینهٔ نهایی تقریباً دو برابر شد.

## ناوگان
در مارمارای از واگن‌های سری TCDD E32000 استفاده می‌شود که توسط Hyundai Rotem در قالب واگن‌های ۵ و ۱۰ واحدی تولید شده‌اند. طبق قرارداد اولیه به مبلغ ۵۸۰ میلیون یورو، ۴۴۰ دستگاه از این واگن‌ها توسط شرکت مشترک Eurotem (همکاری هیوندای روتم با TÜVASAŞ ترکیه) در داخل ترکیه تولید شدند. هیوندای روتم در رقابت با شرکت‌های Alstom، CAF و کنسرسیومی متشکل از بمباردیه، Siemens و Nurol برنده شد.

دو پایانه و محوطهٔ تعمیر و نگهداری برای این قطارها در دو سوی خط وجود دارد. 
- قطار مارمارای در ایستگاه قزل‌چشمه
- ناوگان مارمارای

## اکتشافات باستان‌شناسی در جریان ساخت مارمارای
اجرای پروژه با چهار سال تأخیر مواجه شد که عمدتاً ناشی از کشف آثار باستانی مربوط به دوران امپراتوری بیزانس و یافته‌هایی با قدمت ۸٬۰۰۰ سال در محل پیش‌بینی‌شدهٔ پایانهٔ اروپایی در ایستگاه ینی‌قاپی در سال ۲۰۰۵ بود. حفاری‌ها شواهدی از بزرگ‌ترین بندر باستانی شهر یعنی بندر الئوترایوس (که در آغاز «بندر تئودوسیوس» نام داشت) را آشکار کرد. همچنین بقایای دیوارهای قسطنطنیه و آثاری از چندین کشتی، از جمله تنها گالی باستانی یا قرون وسطایی شناخته‌شدهٔ جهان یافت شد که روند پروژه را متوقف کرد. همچنین قدیمی‌ترین شواهد سکونت در استانبول، از جمله آمفوراها، قطعات سفال، صدف، استخوان و جمجمهٔ اسب، و ۹ جمجمهٔ انسانی درون یک کیسه با قدمتی تا ۶٬۰۰۰ پیش از میلاد کشف شد. در حفاری‌های سیرکجی نیز قطعات شیشه از دوره‌های هلنیستی، رومی، بیزانسی و عثمانی پیدا شد.

## گشایش

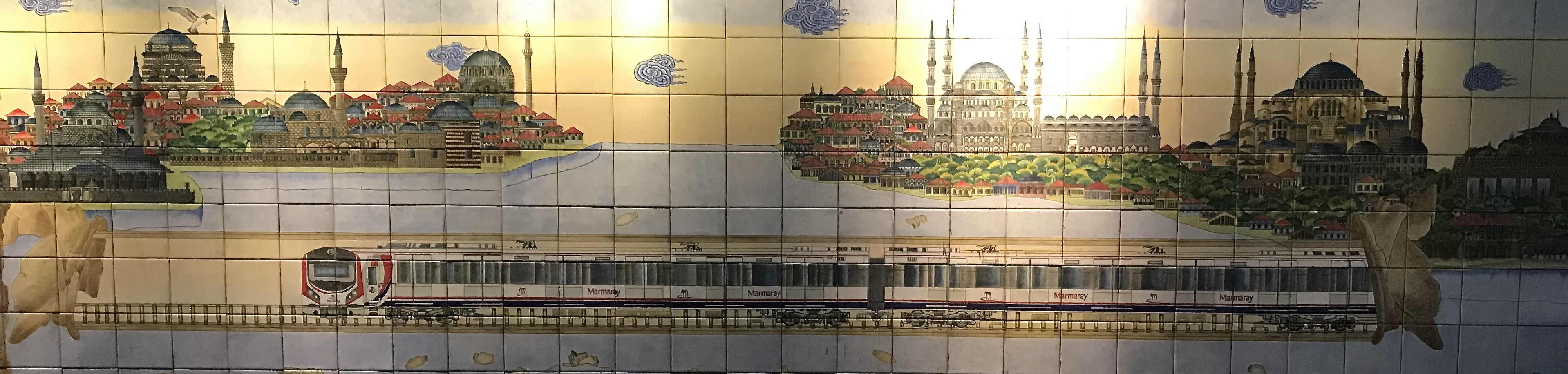
تصویری از عبور قطار مارمارای از زیر تنگهٔ بسفر، نقش‌شده بر کاشی در ایستگاه سرکه‌چی

در ۴ اوت ۲۰۱۳، نخست‌وزیر وقت رجب طیب اردوغان، یک رانندگی آزمایشی از ایستگاه آیرلیک‌چشمه‌سی (که در گذشته ایستگاه ابراهیم‌آغا نام داشت) در بخش آسیایی انجام داد و از زیر بسفر عبور کرد و بازگشت.
در ۲۹ اکتبر ۲۰۱۳، نخستین مرحله از پروژهٔ مارمارای، یعنی تونل زیرزمینی بین اروپا و آسیا، در نودمین سالگرد تأسیس جمهوری ترکیه افتتاح شد. نخستین سفر رسمی پس از مراسم باشکوهی انجام شد که در آن رئیس‌جمهور عبدالله گل و نخست‌وزیر اردوغان، همچنین نخست‌وزیر ژاپن شینزو آبه، نخست‌وزیر رومانی ویکتور پونتا، رئیس‌جمهور سومالی حسن شیخ محمود و تعدادی از مقامات خارجی شرکت داشتند.
در ۷ نوامبر ۲۰۱۹، نخستین قطار باری چین به مقصد اروپا از این تونل عبور کرد. این رویداد نشان داد که زمان حمل‌ونقل بین چین و ترکیه می‌تواند از یک ماه به ۱۲ روز کاهش یابد، که بخشی از ایدهٔ جادهٔ ابریشم آهنین است.

## محافظت در برابر زلزله
ساخت تونل در فاصله‌ای حدود ۱۸ کیلومتر (۱۱ مایل) از گسل شمال آناتولی، نگرانی‌هایی را در میان برخی مهندسان و زمین‌شناسان برانگیخته‌است. «از سال ۳۴۲ میلادی، زمین‌لرزه‌هایی با تلفات بالای ۱۰٬۰۰۰ نفر در این منطقه روی داده‌اند.» برخی دانشمندان احتمال وقوع زلزله‌ای با بزرگی ۷ یا بیشتر در ۳۰ سال آینده در استانبول را ۷۷٪ برآورد کرده‌اند. خاک اشباع و گل‌آلود محل ساخت این تونل مستعد روان‌گرایی در هنگام زلزله است، بنابراین مهندسان با تزریق دوغاب صنعتی تا عمق ۲۴ متر (۷۹ فوت) زیر بستر دریا، آن را پایدار کرده‌اند. دیوارهای تونل از بتن ضدآب با روکش فولادی ساخته شده‌اند و هر بخش به‌صورت مستقل آب‌بند است. تونل به‌گونه‌ای طراحی شده‌است که مانند ساختمان‌های بلند در برابر زلزله انعطاف‌پذیر و مقاوم باشد. دریچهٔ سیلاب در محل‌های اتصال تونل امکان بستن مسیر آب در صورت نشت یا شکست دیوارها را فراهم می‌کند.
استین لیکه، مدیر پروژه در شرکت Avrasyaconsult (کنسرسیوم بین‌المللی ناظر بر ساخت پروژه)، مشکلات پروژه را چنین جمع‌بندی کرد: «هیچ چالشی نیست که این پروژه از آن بی‌نصیب باشد.»

## مارمارای به زبان ارقام
برخی از داده‌های پروژه به‌شرح زیر است:
طول کل: ۷۶٫۶ کیلومتر (۴۷٫۶ مایل)
بخش تونل: ۱۳٫۶ کیلومتر (۸٫۵ مایل)
لولهٔ غوطه‌ور: ۱٬۳۸۷ متر (۴٬۵۵۱ فوت)
عمیق‌ترین نقطه: ۶۰٫۴۶ متر (۱۹۸٫۴ فوت)
کمترین شعاع خمیدگی: ۳۰۰ متر (۹۸۰ فوت)
بیشینهٔ شیب: ۱٫۸٪
ایستگاه‌های سطح زمین: ۳۷
ایستگاه‌های زیرزمینی: ۳
ایستگاه‌های تبادلی: ۸
ایستگاه‌های بین‌شهری: ۸
حداقل طول سکو: ۲۲۵ متر (۷۳۸ فوت)
فاصلهٔ میانگین بین ایستگاه‌ها: ۱٫۹ کیلومتر (۱٫۲ مایل)
بیشینهٔ سرعت: ۱۰۰ کیلومتر بر ساعت (۶۲ مایل بر ساعت)
سرعت تجاری: ۴۵ کیلومتر بر ساعت (۲۸ مایل بر ساعت)
فاصلهٔ زمانی بین قطارها: ۲ تا ۱۰ دقیقه
ظرفیت جابه‌جایی مسافر در هر جهت در هر ساعت: ۷۵٬۰۰۰ نفر
تعداد واگن‌های مسافری: ۴۴۰ واگن